# Doc West 2 : l'Homme à la gâchette
Série
Doc West
(2009)
Pour plus de détails, voir Fiche technique et Distribution.
Doc West 2 : l'Homme à la gâchette (Doc West: La sfida) est un téléfilm italo-américain de Terence Hill et Giulio Base, diffusé pour la première fois en 2009. Il fait suite à Doc West, diffusé la même année.

## Synopsis
L'intrigue du film suit directement celle de la première partie. Doc West est appelé au chevet d'une femme enceinte qui risque de mourir à cause des crampes qu'elle a eues en donnant naissance à son enfant. Il la sauve en se procurant des herbes médicinales antispasmodiques auprès d'une tribu indienne. Comme il apparaît une fois de plus clairement que Holy Sand a un besoin urgent d'un hôpital, West propose au shérif Baseheart de trouver l'argent nécessaire en organisant un tournoi de poker. Le plan prévoit que Doc West utilise l'argent qu'il gagnera au tournoi pour financer l'hôpital.
L'argent du tournoi attire cependant aussi quelques joueurs de poker professionnels et des personnages douteux. Un homme, que tout le monde appelle le Hollandais, se fait particulièrement remarquer. Furieux d'un article critique d'un journaliste, il lui crève l'œil droit. Lorsque, malgré cet incident, le journaliste annonce qu'il va écrire un autre article critique, le Hollandais le fait abattre par un de ses complices. Une ancienne amie du shérif Baseheart participe également au tournoi, mais celui-ci doit l'exclure à contrecœur en raison d'une fraude. Le Hollandais accède ainsi prématurément à la finale. Comme il a encore un vieux compte à régler avec Doc West, le Hollandais veut absolument l'affronter en finale. Pour ne rien laisser au hasard, il organise un hold-up pour le dernier adversaire de Doc, mais contrairement à ce qui était prévu, celui-ci n'est que légèrement blessé. Au cours d'une partie de poker passionnante, West remporte toutefois la victoire et accède ainsi également à la finale.
Pour mettre la pression sur Doc West lors de la finale, le Hollandais fait enlever l'enseignante par sa petite amie et le fait savoir en plaçant ostensiblement sa chaîne sur la table de poker. Doc perd alors délibérément quelques mains. Pendant ce temps, le jeune Silver parvient toutefois à libérer l'enseignante dans un geste courageux. Au dernier moment, ils arrivent tous deux au saloon. Avec ses derniers jetons, West parvient à renverser la vapeur et remporte finalement le prix. Le Hollandais est arrêté pour ses crimes par Baseheart. Dans la scène finale, alors que Doc West s'apprête à quitter Holy Sand, Silver lui apporte une lettre de sa protégée Estrella, dans laquelle celle-ci annonce qu'elle lui rendra visite à Holy Sand. West retourne donc une fois de plus à Holy Sand.

## Fiche technique
- Titre français : Doc West 2 : l'Homme à la gâchette[1],[2],[3]
- Titre original italien : Doc West: La sfida[4]
- Titre anglais : Triggerman
- Réalisation : Terence Hill et Giulio Base
- Scénario : Marcello Olivieri, Luca Biglione
- Photographie : Roberto Siciliano
- Montage : Massimiliano Trevis
- Musique : Maurizio De Angelis
- Production : Franca Franco
- Pays de production :  Italie -  États-Unis
- Langue de tournage : anglais américain
- Format : Couleurs
- Genre : western humoristique
- Date de première diffusion :
  - Italie : 14 septembre 2009 (diffusion télévisée)
  - États-Unis : 18 janvier 2011 (sortie DVD)

## Distribution
- Terence Hill (VF : Philippe Résimont) : Doc West
- Ornella Muti : Debra « Tricky » Downing
- Paul Sorvino (VF : Patrick Descamps) : Shérif Baseheart
- Benjamin Petry : Silver
- Boots Southerland (VF : Michel de Warzée) : Nathan Mitchell
- Maria Palma Petruolo (VF : Marie van Ermengen) : Millie Mitchell
- Adam Taylor (VF : François Mairet) : Victor Baker
- Clare Carey : Denise Stark
- Alessio Di Clemente : Garvey
- Kisha Sierra : Maria
- Gisella Marengo (VF : Julie Basecqz) : Dana Mitchell
- Micah Alberti : Burt Baker
- Linus Huffman (VF : Michel Hinderinckx) : Jack Baker